# Submarinos de Frondizi

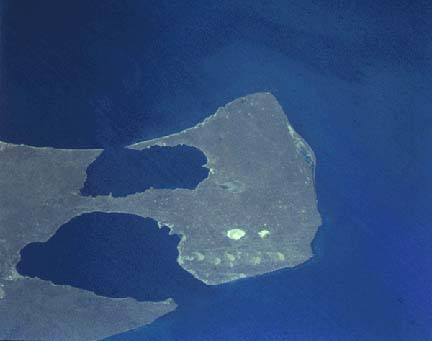
La Península Valdés, provincia de Chubut; al sur, el Golfo Nuevo.

Los submarinos de Frondizi es el nombre que le dieron los medios de comunicación a un episodio que aconteció durante el gobierno del citado presidente argentino cuando buques de la Armada Argentina detectaron varias veces la presencia de uno o varios submarinos intrusos en aguas del golfo Nuevo, en la Patagonia. Fueron denominados OSNI, debido a que nunca se mantuvo contacto con ellos, por otra parte, las dimensiones reportadas eran inusualmente grandes. Al no haber respuestas por parte de los sumergibles intrusos y sin que ninguna potencia extranjera reconociera su presencia, el presidente Frondizi ordenó el 11 de febrero de 1960 un ataque contra ellos, con una fuerza de trece buques y cuarenta aviones. Según especulaciones de la época, se trataba de naves soviéticas, pero según la descripción de los testigos se trataba de submarinos del tipo XXI, construidos por Alemania hacia finales de la Segunda Guerra Mundial. A pesar del ataque, no se reportaron hundimientos o averías de los submarinos, se desplegaron tropas de infantería en toda la costa del golfo, temiendo que el submarino emergiera y que sus tripulantes desembarcaran; hecho que nunca sucedió.
El caso tuvo gran trascendencia nacional; los periódicos argentinos de mayor tirada publicaban frecuentes reportes con las últimas noticias sobre los misteriosos submarinos; e incluso llamó la atención de algunos medios españoles.

## Historia
El 22 de mayo de 1958, casi dos meses después de asumir, el presidente Arturo Frondizi reconoció la presencia de un sumergible no identificado en la costa patagónica, al noroeste de Puerto Cracker, en golfo Nuevo. La Fuerza Aérea y la Armada desataron un ataque, pero el presunto navío logró huir. La segunda incursión aconteció en octubre de 1959, en el mismo golfo; otra vez se desplegó un ataque contra el buque sin identificar, pero nuevamente los esfuerzos fueron en vano, y el submarino volvió a escapar.

### La batalla del golfo Nuevo

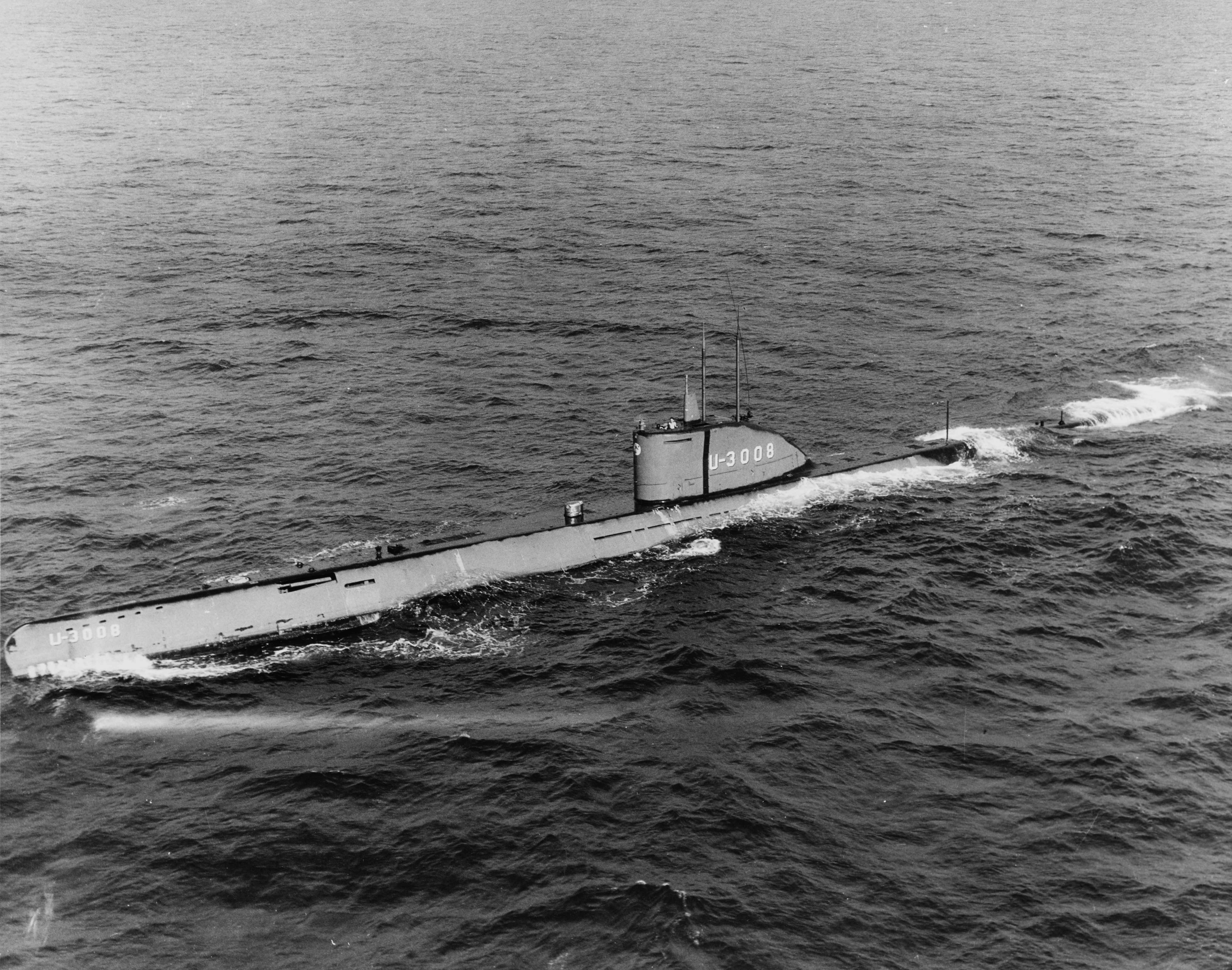
Uno de los submarinos del tipo XXI, durante el último periodo de la Segunda Guerra Mundial. Muchos testigos afirmaron que se trataba de submarinos de este tipo.

El 23 de febrero de 1960, jóvenes cadetes a bordo de cuatro naves de instrucción navegaban por el golfo Nuevo, cuando los tripulantes distinguieron un pecio o navío imposible de identificar que derivaba o navegaba en una zona frecuentada por la Armada Argentina para sus maniobras de entrenamiento. El objeto no identificado se encontraba sumergido a 150 metros de profundidad. Hidroaviones de las bases de Puerto Belgrano y Mar del Plata despegaron y lanzaron bombas en el sitio. El destructor ARA Cervantes y los patrulleros ARA King y ARA Murature colocaron minas submarinas a lo largo de la entrada del golfo para prevenir cualquier intento de desembarco y se desplegaron unidades de infantería con el mismo propósito; por la noche, se lanzaron bengalas y se utilizaron reflectores.
Los primeros informes sostenían que se había dañado a la nave intrusa, pero luego fue evidente que había escapado; lo que llevó a especular que se trataba de un submarino nuclear. En algunas versiones del hecho se informa sobre dos submarinos, uno de los cuales había logrado escapar, mientras que el otro permaneció sumergido e inmóvil en las profundidades del golfo como consecuencia de los ataques de buques argentinos. El 15 de febrero el submarino desapareció de las pantallas de sonar sin dejar rastro. La Armada Argentina confirmó que el 20 de febrero se lo detectó de nuevo, se preparó una ofensiva total, en la que se emplearon modernos armamentos estadounidenses. Se lanzaron varios torpedos de guía electrónica, pero ninguno dio en el blanco. Los aviones atacaron con torpedos dirigidos por sonar, de nuevo sin ningún resultado. Dos días después, un comunicado de la Armada declaró: «Las aguas del Golfo Nuevo fueron cuidadosamente cribadas en los días 21 y 22 de febrero, sin que se estableciera contacto con submarinos incursores, lo que sugiere que hayan podido escapar».
Finalmente, el 25 de febrero la Armada dio por terminada la búsqueda de submarinos en el golfo Nuevo. En ningún momento los mandos militares permitieron a los periodistas acceder al lugar, tampoco sobrevolar el golfo.

## Teorías sobre los hechos

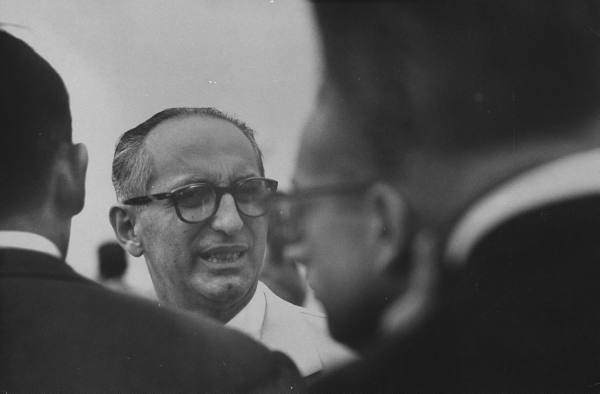
El presidente argentino Arturo Frondizi.

Desde el comienzo de los episodios, hubo diferentes interpretaciones de los mismos:
- Una cortina de humo para desviar la atención pública de otros temas más sensibles.[4][5]
- Una operación montada por la Armada para justificar la compra de armamento a los Estados Unidos.[2]
- Posibles submarinos de origen soviético que estarían en busca de tesoros nazis, supuestamente escondidos en la Patagonia.[2]
- Un submarino británico, hipótesis que el embajador del Reino Unido en la Argentina calificó como «imposible».
- Un submarino hundido en el golfo, el cual fue movido por las corrientes marinas de la zona, primero y por las bombas después; incluso pudo haber existido alguna explosión que lo llevara a flote hasta mostrar su torreta. Esta teoría fue propuesta por el capitán de fragata español Enrique Manera.[1]
- Uno o varios submarinos alemanes que llevaban a jerarcas nazis para esconderlos en la Patagonia andina.[2]
- Un fenómeno paranormal.

## Hechos posteriores
En octubre de 2022 la agrupación Eslabón Perdido, dirigida por el investigador argentino Abel Basti, anuncio el hallazgo a través de un robot de profundidad, en Quequén, a 28 metros de profundidad y 4 km de la costa de, según la Prefectura, un conjunto de estructuras y objetos metálicos, principalmente ferrosos y posiblemente asociados a algún tipo de plataforma flotante o embarcación de uso portuario que databan de mediados del siglo XX. Sin embargo, Basti sostiene que las imágenes se tratarían de un submarino y su periscopio y que las imágenes confirmarían que la nave fue "deliberadamente explotada".

### Citas
1. 1 2 3 4 5  «El OSNI de Golfo Nuevo». Archivado desde el original el 12 de diciembre de 2011. Consultado el 19 de abril de 2012.
2. 1 2 3 4 5 6  «Operación Lobo de mar». Archivado desde el original el 30 de octubre de 2014. Consultado el 19 de abril de 2012.
3. ↑  Hemeroteca ABC del 16 de febrero de 1960
4. ↑  Submarinos de Frondizi
5. ↑  «El submarino que no era amarillo y que venía detrás de la Cortina de Hierro». Archivado desde el original el 13 de septiembre de 2013. Consultado el 19 de abril de 2012.
6. ↑  
Si bien no existen evidencias concretas sobre lo planteado, esta se mantiene como la única versión.
Submarinos nazis en Argentina: el misterio de los dos hundidos en Río Negro y los objetos hallados